# Simon Falette
Simon Augustin Falette (Le Mans, 19 de fevereiro de 1992) é um futebolista guineano, nascido na França, que atua como zagueiro. Atualmente defende o FC Martigues.

## Carreira
Simon Falette começou a carreira no Lorient.